# بافيتوكسيماب
بافيتوكسيماب هو جسم مضاد وحيد النسيلة في طور التجارب السريرية لأجل استخدامه في علاج السرطان والأمراض الفيروسية.

## مطالعات خارجية
- Soares M, Syed S, Barbero G, Thorpe PE (أبريل 2007). "Antibody-mediated targeting of "inside-out" anionic phospholipids in viral disease". J Immunol. ج. 178 ع. Meeting Abstracts: 47.21. مؤرشف من الأصل في 2016-05-20.{{استشهاد بدورية محكمة}}:  صيانة الاستشهاد: أسماء متعددة: قائمة المؤلفين (link)
- Nature Medicine, V14, p1357.